# Port Askaig Hotel

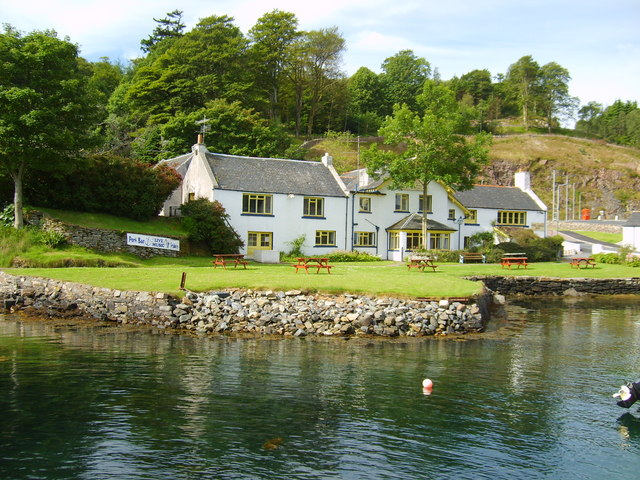
Port Askaig Hotel

Das Port Askaig Hotel befindet sich direkt am Fährhafen von Port Askaig auf der schottischen Hebrideninsel Islay. Die Gebäude sind am Endpunkt der A846 auf Islay direkt gegenüber dem Schiffsanleger von Port Askaig gelegen. Zunächst wurde das Port Askaig Hotel 1971 als Teil eines Ensembles in die Kategorie B der schottischen Denkmallisten eingetragen. Im Jahre 2006 wurde dieses Denkmalensemble aufgelöst und es erfolgte eine Umkategorisierung als Einzeldenkmal in der Kategorie C.
Die Geschichte des Hotels reicht bis ins 17. Jahrhundert zurück, als sich an diesem Ort eine Wirtschaft befand. Diese ist mittlerweile in das Hotel integriert, welches damit den ältesten Gastronomiebetrieb mit einer Lizenz zum Ausschank von Alkoholika auf Islay besitzt. Der exakte Bauzeitpunkt der Gebäude ist nicht überliefert. Historic Scotland schätzt den Erbauungszeitraum auf das frühere 19. Jahrhundert. Laut Eigeninformation des Hotelbetriebs, stammt der Großteil der Gebäude hingegen aus dem 18. Jahrhundert.

## Beschreibung
Architektonisch entsprechen die Gebäude dem traditionellen schottischen Stil. Sie sind zweistöckig gebaut und schließen mit schiefergedeckten Satteldächern ab. Die Fassaden sind in der traditionellen Harling-Technik verputzt. Einige spätere Anbauten weisen Elemente der viktorianischen Architektur auf. Am in die Vorderfront integrierten Giebel des Hauptgebäudes sind Teile des Dachgebälks sichtbar. Ebenerdig befindet sich darunter ein kleiner Vorbau mit Walmdach. Die Bar wird über einen kleinen Vorbau mit Pultdach betreten.